# Empidoidea

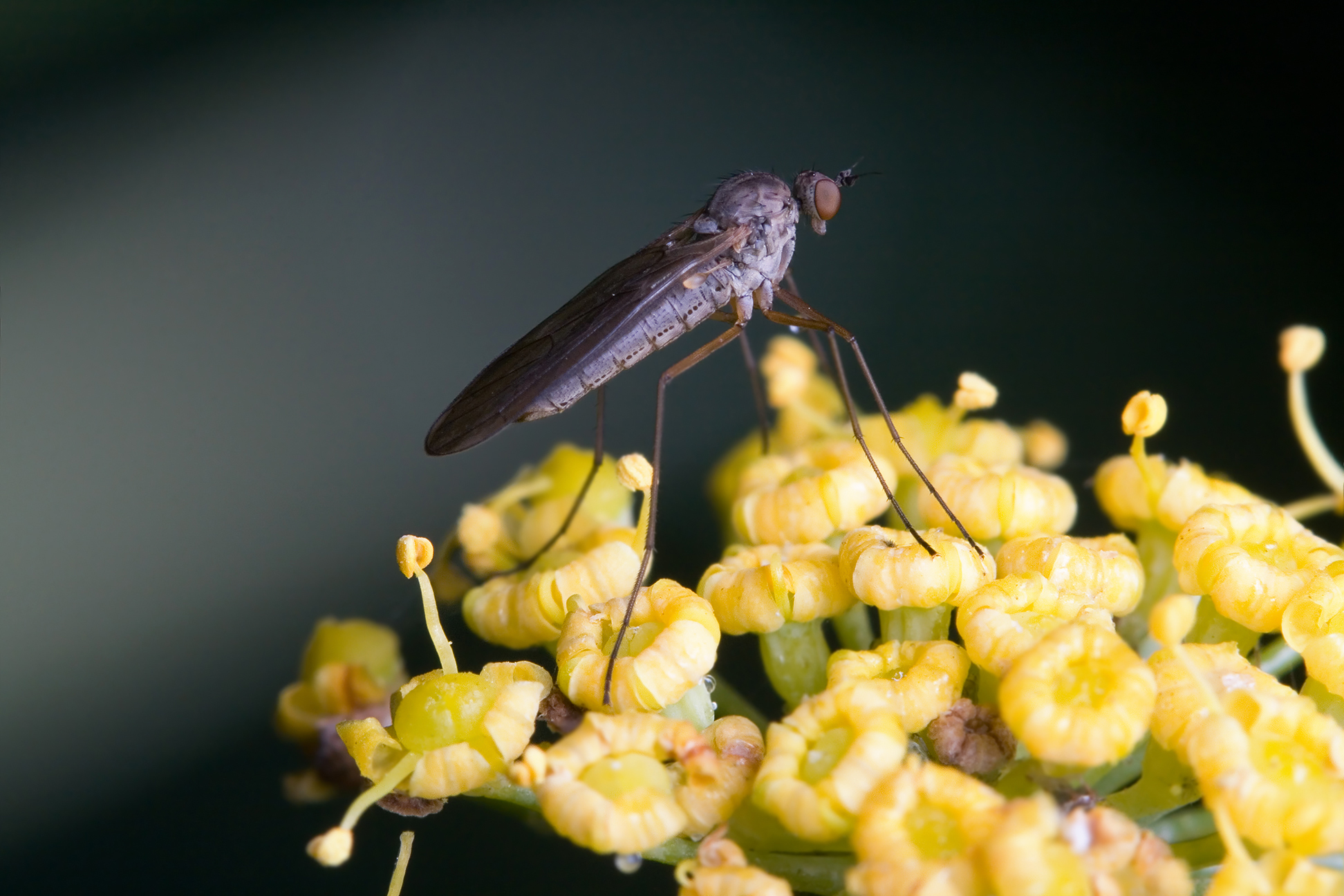
Empidoidea sp.

Empidoidea é uma superfamília monofilética de insectos que engloba uma largo número de espécies de moscas, que constitui o grupo irmão de Muscomorpha (= "Cyclorrhapha"). Estes dois agrupamentos taxonómicos são por vezes reunidos no clade Eremoneura, um táxon sem categoria taxonómica. Conhecem-se cerca de 10 000 espécies de Empidoidea, a maioria das quais moscas predadoras, geralmente com grandes olhos compostos, os quais por vezes recobrem quase integralmente a superfície da cabeça. A maioria das espécies ocorre em habitats húmidos em regiões com clima temperado.  

## Descrição
As moscas incluídas neste agrupamento taxonómico são de pequenas dimensões, voo rápido, apresentando corpos alongado e em geral grandes olhos compostos, os quais por vezes recobrem quase integralmente a superfície da cabeça. Muitas espécies apresentam um lobo anal bem desnvolvido e uma célula anal pequena mas distinta.
As famílias mais comuns deste agrupamento são Empididae e Dolichopodidae, ambas com ocorrência cosmopolita, cada uma das quais agrupando milhares de espécies. Um conjunto de famílias menores estiveram integradas em  Empididae, mas foram entretanto reconhecidas como agrupamentos autónomos dotados do estatuto de família. Os grupos Brachystomatinae em Microphorinae são por vezes elevados ao estatuto de família, mas tal aparentemente faria os agrupamentos Empididae e Dolichopodidae parafiléticos, razão pela qual são em geral mantidos como subfamílias.
O actual tratamento sistemático parece essencialmente reflectir a muito bem a filogenia do grupo, embora alguns dos taxa mais basais de cada linhagem sejam de posição mais incerta em análises cladísticas, mas pelo menos como um solução interina, a solução de subdividir o grupo em quatro famílias parece adequada. Ordenads em sequência filogenética, as famílias são:
- Atelestidae
- Hybotidae –
- Dolichopodidae – (incluindo Microphoridae)
- Empididae – (incluindo Brachystomatidae)